# 41 Arietis
Désignations
41 Arietis ou c Arietis est une étoile de la constellation du Bélier. Cette étoile ne possède pas de désignation de Bayer (lettre grecque), puisqu'elle appartenait anciennement à la constellation obsolète Musca Borealis, mais est parfois nommée c Arietis. 
41 Arietis est de type spectral B8Vn et a une magnitude apparente de +3,61. Elle est à environ 160 années-lumière de la Terre. Elle possède un compagnon qui orbite autour d'elle, localisé à une distance angulaire de 0,3 seconde d'arc.

## Nomenclature et histoire

### de l'Inde à l'UAI
Bharani est le nom approuvé pour 41 Arietis / 41 Ari, aujourd’hui retenu par l’Union astronomique internationale (UAI). C'est le sanskrit Bharaṇī, littéralement « Celle qui enlève » (Devanagari: भरणी), qui est le 28e nakṣatra ou « station lunaire » dans l'astronomie hindoue. 

### Du ciel arabe aux catalogues internationaux
Nair al Butain est le nom que porte aussi cette étoile  dans certains catalogues. C'est l'arabe نيّر البطين Nayyir al-Buṭayn que l'on rencontre chez al-Tīzīnī (1533). Au départ, البطين al-Buṭayn, soit "le Petit Ventre" de الحمل al-Ḥamal est la IIe des manāzil al-qamar ou « station lunaires » arabes. Transcrit par Thomas Hyde (1665),, le nom fut emprunté par Christian Ludwig Ideler  (1806) . Puis, absent chez Richard Allen (1899), on le retrouve cependant chez Jack W. Rhoads (1971), et dans divers catalogues.  

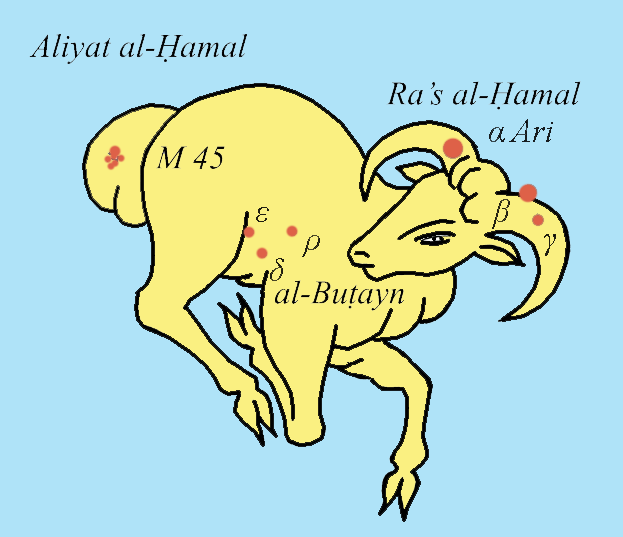
La figure de الحمل al-Ḥamal, « l'Agneau », dans le ciel arabe traditionnel.

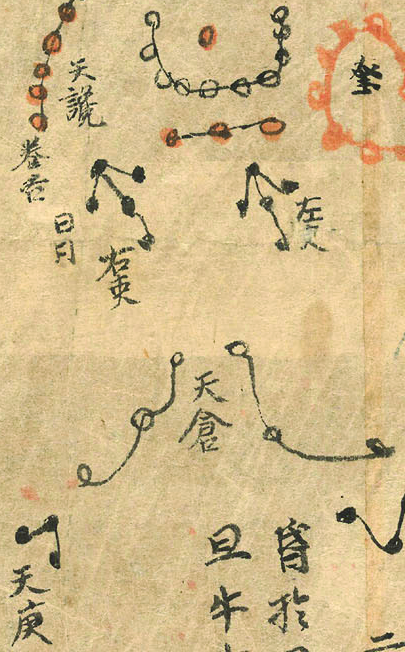
Les constellations (星官 xīng guān) de 胃 'Wèi sur la Carte de Dunhuang (ca. 649-684).

### en Chine
胃宿三 Wèi xiù sān est, dans l’astronomie chinoise, le nom de 41 Ari, soit la 3e étoile (星xīng) de la constellation (星官 xīng guān) de 胃 'Wèi, « l’Estomac », et correspond au groupe 35/39/41 Ari dans le 石氏星经 Shí shì xīng jīn, « le Canon astral de Maître Shí », c’est-à-dire l'école astronomique de Shi Shen (ca. 350 av. è. c.) .

## Composantes
41 Arietis possède plusieurs compagnons optiques recensés dans divers catalogues d'étoiles doubles et multiples :
| Nom                         | Ascension droite | Déclinaison    | Mag. app. (V) | Type spectral | Références BDD |
| --------------------------- | ---------------- | -------------- | ------------- | ------------- | -------------- |
| UCAC2 41314335 (BD+26 471B) | 02h 49m 56.8s    | +27° 15' 45    | 10,29         |               | Simbad         |
| UCAC2 41314337 (BD+26 471C) | 02h 49m 57.3s    | +27° 15' 16    | 10,35         |               | Simbad         |
| BD+26 470 (D)               | 02h 49m 51.363s  | +27° 14' 30.04 | 8,6           | K0            | Simbad         |